# 佐々木雅幸
佐々木 雅幸（ささき まさゆき、1949年 - ）は、日本の経済学者。前同志社大学教授。大阪市立大学名誉教授。
文化経済学、都市経済学の研究者。近年では、文化産業を核とする都市に着目した創造都市論を展開しており、文化庁地域文化創生本部総括・政策研究グループ主任研究官や創造都市ネットワーク日本の顧問を務めるなど、全国の創造都市を推進する政策支援活動も行っている。
名古屋市生まれ。

## 略歴

### 学歴
- 1974年 京都大学経済学部卒業 （島恭彦ゼミ）
- 1981年 京都大学大学院経済学研究科博士課程退学
- 1997年 京都大学博士（経済学）

### 職歴
- 1980年 大阪経済法科大学経済学部専任講師
- 1985年 金沢大学経済学部助教授
- 1992年 金沢大学経済学部教授
- 1999年 ボローニャ大学客員研究員（2000年まで）
- 2000年 立命館大学政策科学部教授
- 2003年 大阪市立大学大学院創造都市研究科教授（2005年4月から2007年3月まで研究科長）
- 2007年 大阪市立大学都市研究プラザ所長
- 2014年 同志社大学経済学研究科特別客員教授（2020年3月まで）
- 2014年 大阪市立大学名誉教授
- 2014年 文化庁文化芸術創造都市振興室長
- 2017年 文化庁地域文化創生本部（京都）総括・政策研究グループ主任研究官
- 2020年 学校法人稲置学園理事（教育担当）
- 2020年 金沢星稜大学特任教授
- 2020年 文化庁文化創造アナリスト
- 現在　　学校法人稲置学園理事（教育担当）、金沢星稜大学特任教授、文化庁文化創造アナリスト、大阪市立大学名誉教授

#### 学会・社会における役職
- 2007年 大阪創造都市市民会議代表世話人
- 2008年 文化経済学会＜日本＞会長（2010年まで）[1]

## 受賞歴
- 1999年 金沢市文化活動賞受賞
- 2003年 日本都市学会賞受賞 『創造都市への挑戦』に対して
- 2020年 金沢市文化賞

## 主要著作

### 単著
- 佐々木雅幸『現代北陸地域経済論』金沢大学経済学部研究叢書、1992年。
- 佐々木雅幸『都市と農村の内発的発展』自治体研究社、1994年。
- 佐々木雅幸『創造都市の経済学』勁草書房、1997年。（京都大学博士学位論文「産業発展と都市の進化に関する研究」に基づく）
- 佐々木雅幸『創造都市への挑戦――産業と文化の息づく街へ』岩波書店、2001年。
- 佐々木雅幸『創造都市と日本社会の再生』公人の友社、2004年。
- 佐々木雅幸『創造都市への挑戦――産業と文化の息づく街へ』岩波現代文庫、岩波書店、2012年。

### 共著・編著
- 佐々木雅幸・寺西俊一編『グローバル・エコノミーと地域経済』(『地域と自治体第16集』)、自治体研究社、1988年。
- ガバンマコーマック・佐々木雅幸他編『共生時代の日本とオーストラリア』明石書店、1993年。
- 宮本憲一・佐々木雅幸編『沖縄21世紀への挑戦』岩波書店、2000年。
- 川崎賢一・佐々木雅幸・河島伸子『アーツ・マネジメント』放送大学教育振興会、2002年。
- 佐々木雅幸編、オフィス祥編集協力『CAFE―創造都市・大阪への序曲』法律文化社、2006年。
- 佐々木雅幸・総合研究開発機構編『創造都市への展望-都市の文化政策とまちづくり』学芸出版社、2007年。
- 中牧弘允・佐々木雅幸編『価値を創る都市へ-文化戦略と創造都市』NTT出版、2008年。
- 佐々木雅幸・河島伸子・川崎賢一編『グローバル化する文化政策』勁草書房、2009年。
- 佐々木雅幸・水内俊雄編『創造都市と社会包摂-文化多様性・市民知・まちづくり』水曜社、2009年。
- 佐々木雅幸・川井田祥子・萩原雅也編『創造農村-過疎をクリエイティブに生きる戦略』学芸出版社、2014年。
- 佐々木雅幸・敷田 麻実・川井田祥子・萩原雅也編『創造社会の都市と農村 SDGsへの文化政策』水曜社、2019年。
- 佐々木雅幸・赤坂 憲雄編『創造する都市を探る (フィールド科学の入口)』玉川大学出版部、2020年。

### 翻訳
- ジャームズ・オコンナー(佐々木雅幸訳)『経済危機とアメリカ社会』御茶の水書房、1988年。
- ピーター・ホール(佐々木雅幸監訳)『都市と文明 : 文化・技術革新・都市秩序 I・Ⅱ・Ⅲ』藤原書店、2019年、2021年、2022年。

## 関連人物
- 池上惇・京都大学名誉教授
- 宮本憲一・大阪市立大学名誉教授
- 後藤和子・摂南大学教授
- 關淳一・第17代大阪市長（創造都市戦略を提起）

### 所属機関など
- 創造都市への挑戦
- 大阪市立大学都市研究プラザ
- 大阪市立大学大学院創造都市研究科
- 大阪市立大学大学院創造都市研究科都市政策専攻都市経済政策研究分野
- 大阪創造都市市民会議
- 文化庁地域文化創生本部総括・政策研究グループ主任研究官

### 論文など
- 「文化による創造都市づくりにむけて」
- 「日本における創造都市の理論と政策的課題」
- 論文『国際シンポジウム「創造性と都市」とオランダの都市計画』
- 「創造都市の公共政策：2000年のボローニャ」